# Wołpa
Wołpa (biał. Воўпа) – wieś (dawniej miasteczko) na Białorusi, w obwodzie grodzieńskim, w rejonie wołkowyskim.
Siedziba parafii prawosławnej pw. Przemienienia Pańskiego (w miejscowości znajdują się dwie cerkwie – parafialna pw. Przemienienia Pańskiego i filialna pw. Świętych Apostołów Piotra i Pawła) oraz rzymskokatolickiej św. Jana Chrzciciela.

## Historia
Miasto królewskie położone było w końcu XVIII wieku w powiecie wołkowyskim województwa nowogródzkiego Wielkiego Księstwa Litewskiego.
Po zakończeniu I wojny światowej miejscowość znalazła się w granicach II Rzeczypospolitej w województwie białostockim, w powiecie grodzieńskim. Siedziba wiejskiej gminy Wołpa. W 1921 roku wieś liczyła 1731 mieszkańców.
W wyniku napaści ZSRR na Polskę we wrześniu 1939 miejscowość znalazła się pod okupacją sowiecką. 2 listopada została włączona do Białoruskiej SRR. 4 grudnia 1939 włączona do nowo utworzonego obwodu białostockiego. Od czerwca 1941 roku pod okupacją niemiecką. 22 lipca 1941 r. włączona w skład okręgu białostockiego III Rzeszy. 
Podczas okupacji hitlerowskiej, latem 1941 roku Niemcy utworzyli getto dla żydowskich mieszkańców. Przebywało w nim około 1000 osób. 2 listopada 1942 roku Niemcy ostatecznie zlikwidowali getto. Żydów wywieziono do obozu w Wołkowysku. 
W 1944 miejscowość została ponownie zajęta przez wojska sowieckie i włączona do obwodu grodzieńskiego Białoruskiej SRR.
Od 1991 wchodzi w skład Białorusi.

## Demografia
Według Powszechnego Spisu Ludności z 1921 roku zamieszkiwało tu 1.731 osób, 725 było wyznania rzymskokatolickiego, 65 prawosławnego a 941 mojżeszowego. Jednocześnie 1.036 mieszkańców zadeklarowało polską przynależność narodową, 20 białoruskiego a 675 żydowskiego. Było tu 328 budynków mieszkalnych.

## Obiekty zabytkowe
We wsi znajduje się największy na Białorusi drewniany kościół rzymskokatolicki pw. św. Jana Chrzciciela oraz drewniana cerkiew prawosławna pw. św. Piotra i Pawła z 1859 r. wzniesiona w całości przez jedną osobę - miejscowego chłopa-cieślę.

### Obiekty niezachowane
Przed 1945 we wsi znajdowała się słynna synagoga, uchodząca za jedną z najpiękniejszych drewnianych synagog w tej części Europy. W 2015 w Biłgoraju została wybudowana jej wierna rekonstrukcja.

## Galeria

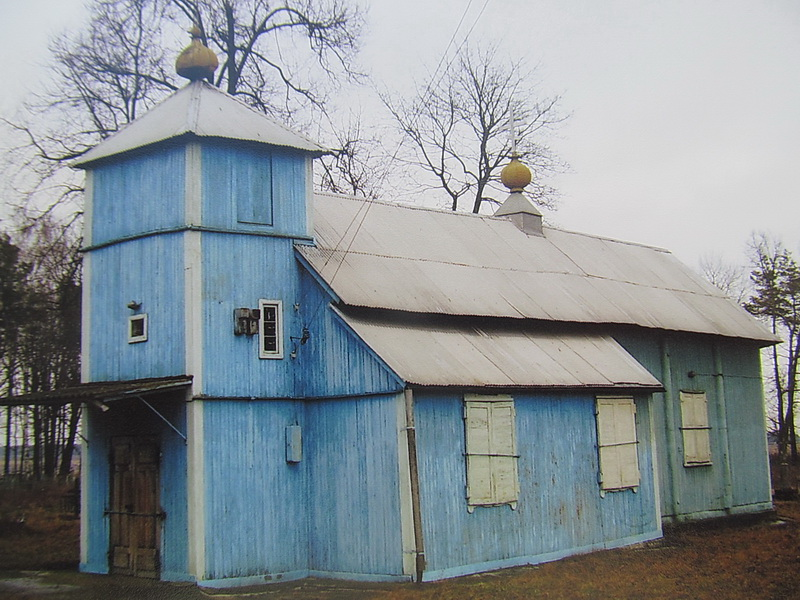
Cerkiew Świętych Piotra i Pawła w Wołpie
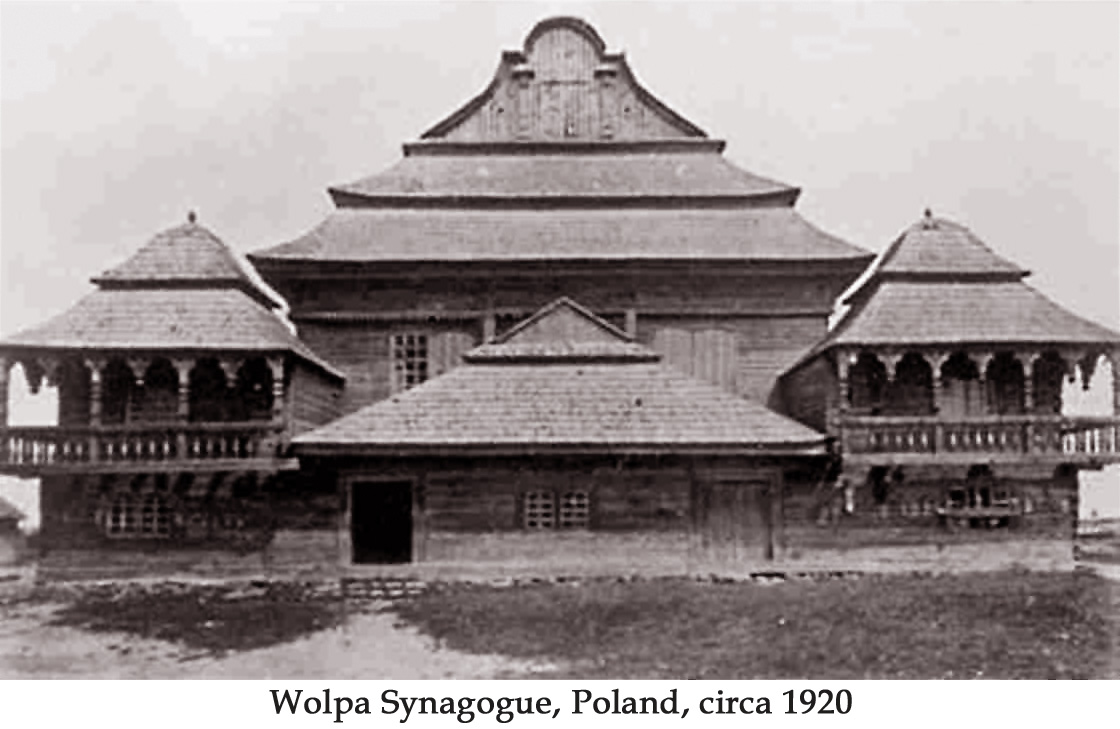
Synagoga w Wołpie (stan z 1920 r.)
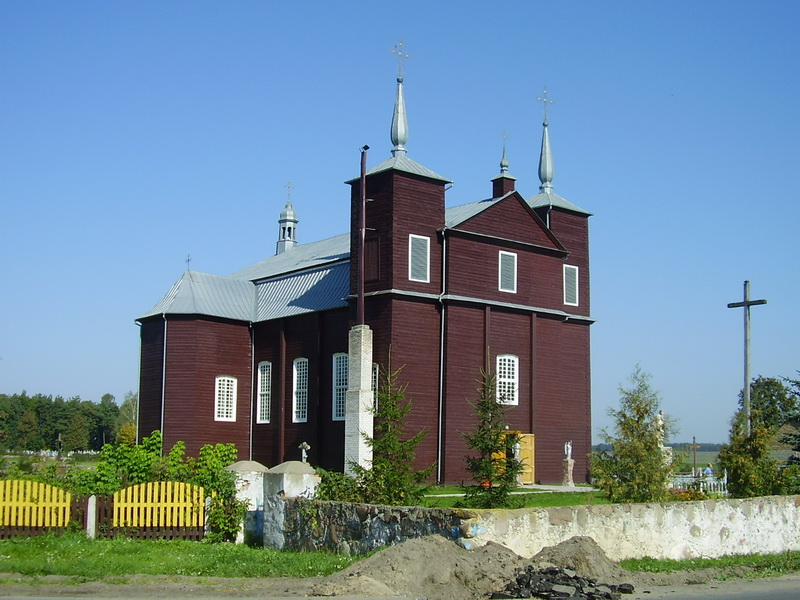
Kościół w Wołpie